# Michail An
Michail Ivanovič An (in russo Михаил Иванович Ан?; Kolchoz imeni Sverdlova, 19 febbraio 1952 – Dniprodzeržyns'k, 11 agosto 1979) è stato un calciatore sovietico, di ruolo centrocampista.

## Biografia
Morì all'età di 27 anni in un incidente aereo che coinvolse l'intera squadra del Paxtakor.

## Carriera

### Club
Durante la sua carriera ha giocato principalmente con il Paxtakor, in cui ha militato fino alla sua morte.

### Nazionale
Conta 2 presenze con la nazionale sovietica.

## Palmarès

### Club

#### Competizioni nazionali
- Pervaja Liga: 1

Paxtakor: 1972